# 桜舞い散るあの丘で
「桜舞い散るあの丘で」 (さくらまいちるあのおかで) は、日本のロックバンド、Kagrraの8枚目のシングル。2002年10月4日にPS COMPANYから販売。

## 概要
- 9thシングル「恋綴魂」と同時発売。初回デジパック仕様。
- 「桜舞い散るあの丘で」は前身バンドCROW時代に参加したKEY PARTYレーベルのオムニバスアルバム『HOLD YOUR KEY 2000』収録曲「葬春華舞い散るあの丘で」(読み: さくらまいちるあのおかで) の再録バージョンである。
- 2005年にキングレコードから再発されている。
- 「桜舞い散るあの丘で」は2011年のベストアルバム『Kagrra Indies BEST 2000-2003』に収録された。

## 収録曲
| 全作詞: 一志、全作曲・編曲: Kagrra。 |                                                                         |       |            |      |
| #                                    | タイトル                                                                | 作詞  | 作曲・編曲 | 時間 |
| 1.                                   | 「桜舞い散るあの丘で」(さくらまいちるあのおかで)                        | 一志  | Kagrra     | 5:05 |
| 2.                                   | 「桜舞い散るあの丘で kaeri:咲-弐零零弐 ver.」(さくらまいちるあのおかで) | 一志  | Kagrra     | 4:37 |
| 3.                                   | 「桜舞い散るあの丘で unplugged ver.」(さくらまいちるあのおかで)         | 一志  | Kagrra     | 2:47 |
| 合計時間:                            | 合計時間:                                                               | 12:29 |            |      |

## 参加ミュージシャン
- 一志: Vocal
- 楓弥: Guitar
- 真: Guitar
- 女雅: Bass
- 白水: Drums